# Богданов Федір Родіонович
Фе́дір Родіо́нович Богда́нов  (3 жовтня 1900, Еліонка — 27 березня 1973, Київ) — український радянський ортопед-травматолог, член-кореспондент АМН СРСР (з 1952).

## Життєпис
Народився в с. Еліонка Новозибківського повіту Чернігівської губернії в селянській родині. Закінчив медичний факультет Московського університету (1925).
В 1937 р. захистив докторську дисертацію «Внутрішньосуглобові пошкодження». Учень проф. К. Ф. Вегнера, В. Д. Чакліна.
Автор більше 250 наукових праць, в тому числі 7 монографій. Науковий напрямок — проблеми металоостиосинтезу, кісткової пластики, лікування пошкоджень і захворювань стопи, диспластичних і дегенеративно-дистрофічних захворювань суглобів, ампутації та протезування.
Під його керівництвом виконані 77 кандидатських і 30 докторських дисертацій. Серед його учнів — проф. І. Т. Скляренко, В. М. Левенець, Г. І. Герцен, В. А. Попов та інші.

Могила Федора Богданова на Байковому цвинтарі

Учасник німецько-радянської війни, головний хірург Уральського військового округу (1941—1948). Член КПРС з 1944.
З 1958 — науковий керівник Українського науково-дослідного інституту ортопедії і травматології у Києві й завідувач кафедри Київського інституту вдосконалення лікарів. Праці Богданова присвячені багатьом питанням хірургії, травматології та ортопедії, зокрема захворюванням суглобів і лікуванню переломів довгих трубчастих кісток за допомогою внутрішньокісткової фіксації сталевим стрижнем.
Нагороджений орденами Леніна, Червоної Зірки, Трудового Червоного Прапора.
Помер 27 березня 1973 року. Похований на Байковому кладовищі.